# Athyrium uropteron
Athyrium uropteron là một loài thực vật có mạch trong họ Woodsiaceae. Loài này được (Miq.) C. Chr. miêu tả khoa học đầu tiên năm 1905.